# Château de Courtilloles
Le château de Courtilloles est un édifice situé sur le territoire de la commune de Saint-Rigomer-des-Bois, en France.

## Localisation
Le monument est situé dans le département français de la Sarthe, à mi-chemin (1,8 km) entre les bourgs de Saint-Rigomer-des-Bois et de Champfleur.

## Architecture
Le château proprement dit, les façades et les toitures d'une partie des bâtiments annexes et une partie des prairies sont inscrits au titre des Monuments historiques depuis le 28 avril 1964.
En juin 2021, c'est finalement l'ensemble des immeubles bâtis et non bâtis du château qui sont protégés sauf éléments très récents installées après le XIXe siècle.